# Котильо, Сальваторе Альберт
Сальвато́ре Альбе́рт Коти́льо (итал. Salvatore Albert Cotillo; 19 ноября 1886, Неаполь — 27 июля 1939, Нью-Йорк, Нью-Йорк) — нью-йоркский юрист из итальянского происхождения, политик-демократ и судья. После избрания в 1912 году, он стал первым италоамериканцем, который работал в обеих палатах законодательной власти штата Нью-Йорк, и первым италоамериканцем, ставшим членом Верховного суда штата Нью-Йорк. Выдвинутый на должность судьи, он проработал в должности с 1924 года до своей смерти в 1939 году.
Котильо был сторонником социального и про-трудового законодательства. Он защищал этнических итальянцев от стереотипов со стороны американцев, а также настаивал на необходимости американизации итальянской общины США. Таким образом, он стоял между нравами итальянского этнического гетто в Восточном Гарлеме, где он рос, и суждениями и нормами американского общества, где Котильо строил свою карьеру.

## Ранняя жизнь
Альберт Котильо родился 19 ноября 1886 года в городе Неаполь, Италия. Он переехал из Италии в США в 1895 году вместе со своими родителями в возрасте девяти лет. Его отец, Франческо Котильо, был поставщиком общественного питания в Неаполе. До рождения Альберта его семья жила в Авеллино, Монтелла. После переезда в США семья поселилась в Восточном Гарлеме среди большого числа итальянских иммигрантов. Его отец снова занялся общественным питанием и открыл кондитерский цех. Ему приписывают ввод в Соединённые Штаты итальянского мороженого спумоне.
Сальваторе был самым старшим из четырёх детей в семье. Он не говорил по-английски и поступил в государственную школу № 83, а затем в среднюю школу Девитта Клинтона и Манхэттонский колледж. Во время учёбы он работал в семейном кондитерском цехе, где собрались представители интеллигенции, чтобы обсудить социальные и политические проблемы с его отцом. Наблюдая за этими дебатами, Котильо получил раннее общественное сознание, которое легло в основу его преданности к социальным реформам. В молодости Котильо был увлечён бейсболом и стал поклонником команды Нью-Йорк Джайентс. В обмен на бесплатные билеты он убирал мусор на стадионе.
В 1911 году он окончил юридический факультет Фордемского университета и был допущен до легислатуры штата Нью-Йорк в 1912 году. В то время Котильо работал адвокатом. Большинство его клиентов не умели читать и писать ни на итальянском, ни на английском языках. «Соседи и друзья искали его помощи в подготовке заявок на различные лицензии или ходатайства от имени своих родственников, которые хотели эмигрировать в Соединённые Штаты. Котильо служил ученичеству в человеческих проблемах», согласно словам его биографа.